# 萨本栋应用物理奖
萨本栋应用物理奖是中国物理学会颁发的一项物理学奖项，授予在应用物理领域有突出贡献的中华人民共和国物理学工作者。该奖项以中国物理学家、电机工程专家和教育家、厦门大学原校长萨本栋的名字命名。